# Il viaggio a Reims
Le Voyage à Reims
Représentations notables
- 18 août 1984 : Recréation de la version originale (Festival de Pesaro)

Personnages
- Corinne, célèbre improvisatrice romaine (soprano)
- Madame Cortese, propriétaire de l'hôtel thermal (soprano)
- La comtesse de Folleville, jeune veuve française (soprano)
- La marquise Melibea, , veuve polonaise (contralto)
- Le comte Libenskof, général russe (ténor)
- Le chevalier Belfiore,  jeune officier français (ténor)
- Lord Sidney, colonel anglais (basse)
- Don Alvaro, grand d'Espagne (basse)
- Le baron Trombonok, major allemand (basse)
- Don Profondo, homme de lettres (basse)
- Don Prudenzio, médecin de l'hôtel (basse)
- Modestina,  femme de chambre (mezzo-soprano)
- Don Luigino, cousin de la comtesse (baryton)
- Maddalena, gouvernante (mezzo-soprano)
- Antonio, maître d'hôtel (baryton)
- Zefirino, garçon de course (ténor)
- Gelsomino, valet de chambre (ténor)
- Delia, jeune orpheline grecque (soprano)

Airs
- Air « Partir, o ciel, desio » (Folleville)
- Air « Invan strappar del core » (Lord Sydney)
- Air « Arpa gentil » (Corinna)
- Air « Medaglie incomparabili » (Don Profondo)
- Gran pezzo concertato a 14 voci (Tous les solistes)
- Duo « D'alma celeste, oh Dio » (Malibea, Libenskof)
- Finale « Viva il diletto augusto Regnator » (Tutti)

Il viaggio a Reims ossia L'albergo del giglio d'oro (Le Voyage à Reims ou l'Hôtel du Lys d'or, en français) est un opéra bouffe (opera buffa) en un acte de Gioachino Rossini, sur un livret de Luigi Balocchi (ca) inspiré du roman Corinne ou l'Italie de Mme de Staël, créé le 19 juin 1825 au Théâtre-Italien de Paris.

## Argument
Alors qu'ils se rendent à Reims pour le couronnement du roi, des voyageurs de différentes nationalités se retrouvent bloqués dans une ville thermale : il n'y a plus un cheval disponible. Ils séjournent dans un hôtel où des intrigues se nouent.

## La création
Il viaggio a Reims est une « pièce de circonstance » créée le 19 juin 1825 afin de célébrer le couronnement du roi Charles X. Le cosmopolitisme des personnages est destiné à souligner la portée mondiale de l'événement. 
Charles X succède à son frère Louis XVIII le 16 septembre 1824 avant de renouer avec la tradition du sacre le 29 mai 1825 en la cathédrale de Reims. Trois semaines plus tard a lieu la création de l'opéra de Rossini, avec une distribution d'une qualité remarquable qui réunit dix des meilleurs chanteurs européens de l'époque. La soprano Giuditta Pasta interprète le premier rôle féminin, Corinne, une célèbre poétesse romaine.
L'œuvre a été abandonnée par Rossini après seulement cinq représentations. Il en réutilise de grands passages pour son opéra Le Comte Ory en 1828. 
À partir des années 1970, l'opéra commence à susciter un nouvel intérêt ; la partition est reconstruite par la musicologue Janet Johnson avec l'aide de Philip Gosset. Le Rossini Opera Festival (Festival de Pesaro) reprend l'œuvre pour la première fois le 18 août 1984  sous la direction de Claudio Abbado.
Depuis 1984, l'opéra a été donné dans les principaux théâtres du monde. La relative fragilité de l'intrigue et les performances vocales exigées par la partition n'ont pas constitué un obstacle à la propagation de l'œuvre. En effet, comme les rôles sont relativement courts (chacun étant limité à quelques numéros musicaux), l'opéra peut être joué par de jeunes troupes.

## Personnages

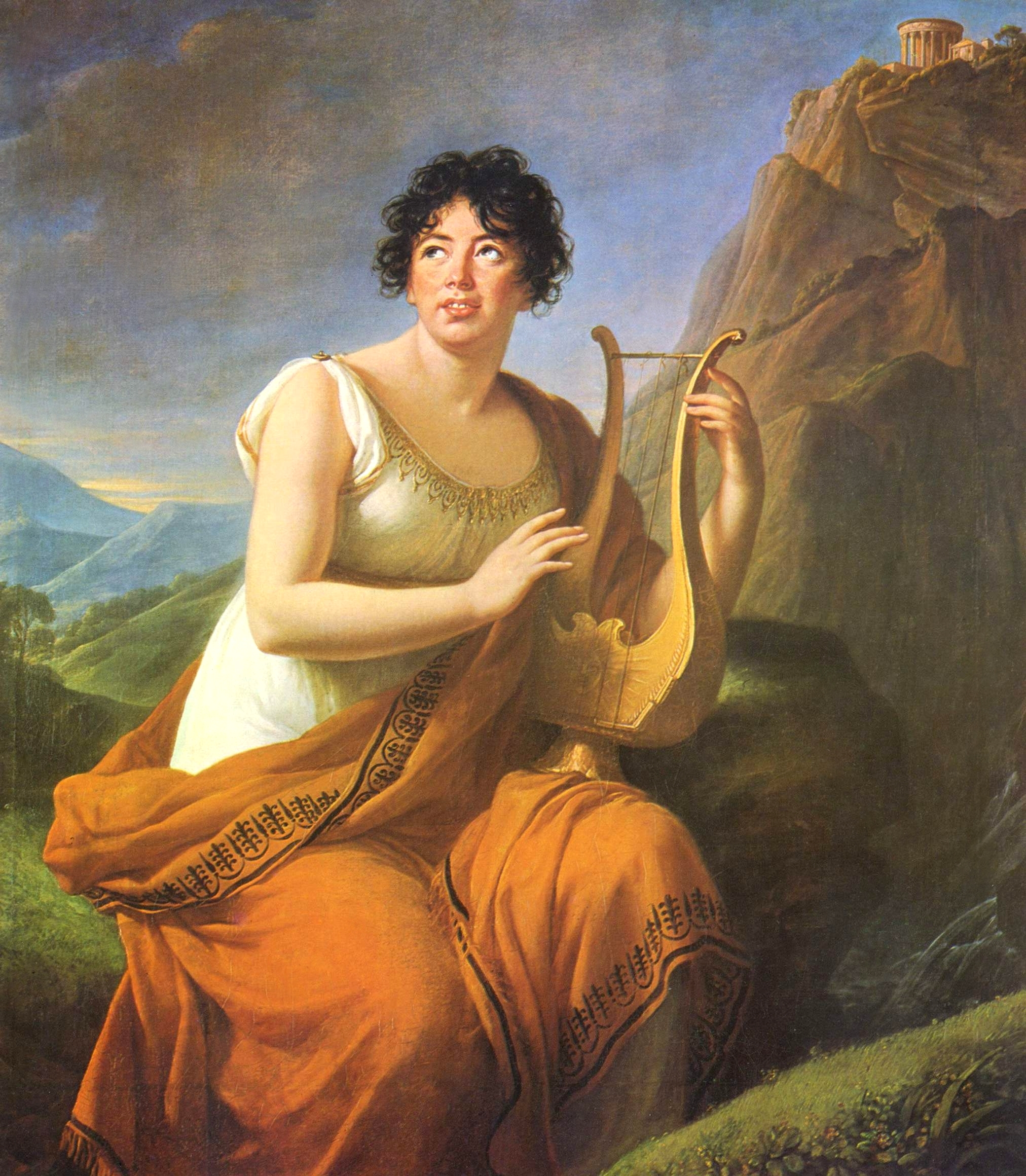
Portrait de Mme de Staël en Corinne par Élisabeth Vigée-Lebrun

| Personnages | Tessitures    | Créateurs (19 juin 1825) Chef d'orchestre : Gioachino Rossini |
| --- | ------------- | ------------------------------------------------------------- |
| Corinne, célèbre improvisatrice romaine                                                                               | soprano       | Giuditta Pasta                                                |
| Madame Cortese, propriétaire de l'hôtel thermal, originaire du Tyrol                                                  | soprano       | Ester Mombelli                                                |
| La comtesse de Folleville, jeune veuve française, qui "delìre pour la mode"                                           | soprano       | Laure Cinti-Damoreau                                          |
| La marquise Melibea, veuve polonaise d'un général italien                                                             | contralto     | Adelaide Schiasetti                                           |
| Le comte Libenskof, général russe, amoureux de la marquise                                                            | ténor         | Marco Bordogni                                                |
| Le chevalier Belfiore, jeune officier français courtisant la comtesse                                                 | ténor         | Domenico Donzelli                                             |
| Lord Sidney, colonel anglais, amoureux de Corinne                                                                     | basse         | Carlo Zucchelli                                               |
| Don Alvaro, grand d'Espagne et amiral, amoureux de la marquise                                                        | basse         | Nicolas Levasseur                                             |
| Le baron Trombonok, major allemand, passionné de musique                                                              | basse         | Vincenzo Graziani                                             |
| Don Profondo, homme de lettres, collectionneur d'antiquités                                                           | basse         | Felice Pellegrini                                             |
| Don Prudenzio, médecin de l'hôtel                                                                                     | basse         | Luigi Profeti                                                 |
| Modestina, femme de chambre de la comtesse de Folleville                                                              | mezzo-soprano | Marietta Dotti                                                |
| Don Luigino, cousin de la comtesse                                                                                    | baryton       | Piero Scudo                                                   |
| Maddalena, gouvernante de l'hôtel                                                                                     | mezzo-soprano | Caterina Rossi                                                |
| Antonio, maître d'hôtel                                                                                               | baryton       | Auletta                                                       |
| Zefirino, garçon de course                                                                                            | ténor         | Giovanola                                                     |
| Gelsomino, valet de chambre                                                                                           | ténor         | Trévaux                                                       |
| Delia, jeune orpheline grecque, protégée de Corinne                                                                   | soprano       | Maria Amigo                                                   |
| Quatre musiciens ambulants, paysans et paysannes, jardiniers, personnel de l'hôtel, voyageurs, danseurs et danseuses. |               |                                                               |

## Discographie
- 1984 : Claudio Abbado (dir.), Cecilia Gasdia (Corinna), Katia Ricciarelli (Madama Cortese), Lella Cuberli (en) (Contessa di Folleville), Lucia Valentini-Terrani (Marchesa Malibea), Francisco Araiza (Conte di Libenskof), Edoardo Gimenez (Cavalier Belfiore), Samuel Ramey (Lord Sidney), Leo Nucci (Don Alvaro), Enzo Dara (Barone di Trombonok),  Ruggero Raimondi (Don Profondo), Chœur philharmonique de Prague, Orchestre de chambre d'Europe - Deutsche Grammophon